# Chiara Carcano
Chiara Carcano (Giussano, 29 ottobre 1991) è un personaggio televisivo e conduttrice radiofonica italiana.

## Biografia
Diplomata al liceo scientifico, dopo una laurea triennale conseguita nel 2013 in Economia Aziendale, consegue la laurea magistrale in Marketing e Management con il massimo dei voti.
Muove i primi passi nel mondo dello spettacolo prendendo parte al Grand Hotel Chiambretti come stagista, avendo l'opportunità di immergersi dietro le quinte della televisione.
Nel 2016 partecipa al docu-reality Donnavventura, che la fa conoscere al grande pubblico. Il 2017 segna una tappa importante per Chiara, che conduce insieme a Niccolò Torielli Unlimited Summer su Italia 1, dimostrando le sue capacità comunicative anche in un contesto diverso. Ma è nel 2018 che la sua carriera ha una svolta vera e propria, quando viene scelta come "postina" di C'è posta per te.
Assieme alla televisione, nel 2019 decide di avvicinarsi anche alla radio, conducendo il programma Così fan tutte a 105 per Radio 105.

## Televisione
- Grand Hotel Chiambretti (Canale 5, 2016) - stagista
- Donnavventura (Rete 4, 2016) - reporter
- Unlimited Summer (Italia 1, 2017) - co-conduttrice
- C'è posta per te (Canale 5, 2018-2022) - "postina"
- #estatepiùvicini (Italia 1, 2018) - conduttrice
- Chef Save The Food (La5, 2020) - conduttrice
- Aperol with Heroes (LIVENow, 2021) - conduttrice
- Reestogreen (Food Network, 2024) - conduttrice
- Stupor Mundi - Premio Federico II (Rai 2, 2024) - Co-conduttrice

## Radio
- Così fan tutte a 105 (Radio 105, 2019)
- Partita del cuore (Rai Radio 1, 2024)